# Idaea parallelolineatella
Idaea parallelolineatella är en fjärilsart som beskrevs av Lucas 1948. Idaea parallelolineatella ingår i släktet Idaea och familjen mätare. Inga underarter finns listade i Catalogue of Life.